# Président du Conseil européen
Ne doit pas être confondu avec Présidence du Conseil de l'Union européenne.
Le président du Conseil européen est le chef du Conseil européen, qui regroupe et fait travailler ensemble les vingt-sept chefs d'État ou de gouvernement des États membres de l'Union européenne. Il est, à ce titre, l'une des principales figures dirigeantes de l'Union européenne.
Le statut actuel du président du Conseil européen, qui le place à la tête de l'équipe d'exécutifs souverains qui définit les grandes orientations politiques générales de l'Union et qui nomme tous les cinq ans le président de la Commission européenne chargé de les appliquer, est le fruit d'une longue évolution et un aboutissement tardif dans l'histoire communautaire. En effet, pendant longtemps, le président du Conseil occupait une fonction informelle, tournante, honorifique, et par bien des aspects subalterne, de simple porte-parole et commis administratif, dénuée de tout pouvoir exécutif propre, occupée à tour de rôle pendant six mois par un des membres du Conseil.
Ce sont les élargissements successifs et l'augmentation du nombre de membres du Conseil qui ont imposé à la fin des années 1990 la nécessité de doter cette institution d'une figure tutélaire forte et stable capable d'incarner et d'imposer un esprit d'unité en son sein et de la représenter auprès des autres institutions de l'UE et du monde. Ce fut chose faite avec les réformes institutionnelles proposées par le Traité établissant une Constitution pour l'Europe en 2004, qui furent intégralement reprises et formalisées par le traité de Lisbonne, voté en 2007 et entré en vigueur en 2009.
En rendant sa fonction élective et en la dotant d'un caractère permanent et autonome, avec une grande extension de ses prérogatives, le traité de Lisbonne a transformé le président du Conseil en un responsable supranational puissant, placé à la tête d'une assemblée intergouvernementale centrale de l'UE, et il a profondément bouleversé la nature et les logiques de cette institution.
Ainsi, depuis 2009, le président du Conseil européen préside, convoque et conduit librement les réunions de travail du Conseil, au sein duquel il incarne les règles, les valeurs et les intérêts communs de l'Union. Sa présence et ses interventions assurent un équilibre essentiel au bon fonctionnement des séances. Figure d'autorité élue spécifiquement européenne placée au-dessus des logiques nationales, il est chargé de proposer des stratégies, de piloter et d'arbitrer les débats, et de faciliter l'apparition d'un compromis entre les chefs des différents exécutifs nationaux, tempérant les frictions propres à la nature multinationale de cette assemblée. Enfin, à l'issue des réunions, c'est lui qui est chargé de rapporter leur déroulement et leurs conclusions au Parlement européen, l'autre organe communautaire souverain, dépositaire avec le Conseil de l'UE du pouvoir législatif.
Afin de pouvoir assurer une veille entre les différentes réunions du Conseil, travailler ses dossiers, remplir ses missions protocolaires et réagir rapidement aux crises, le président du Conseil européen dispose d'un bureau permanent dans le bâtiment Europa, siège de son institution, dans le quartier européen de Bruxelles. Il dispose également d'une équipe de travail et d'un budget dédiés, noyaux de son administration. Ces dotations ont été rendues nécessaires par les réformes de 2009, qui ont largement étendu ses pouvoirs au-delà du cadre administratif.
En effet, étant élu et mandaté par l'ensemble des chefs des exécutifs nationaux et incarnant les souverainetés coordonnées de tous les États de l'Union, le président du Conseil a un rôle de représentation primordial de l'Union européenne dans le monde, exercé conjointement avec son président de la Commission. Il assure en outre la communication intérieure avec les grands médias de l'UE, auxquels il explique le sens des décisions impulsées par le Conseil à l'ensemble de l'armature communautaire. Il est également président des sommets de la zone euro, pendant lesquels il fait prévaloir les intérêts des États, avec des prérogatives financières qui s'étendent au fil des années. Enfin, il ne peut plus cumuler sa fonction avec un mandat électif national et doit se dédier exclusivement à la conduite des affaires et à la défense des intérêts de l'Union.
D'un point de vue statutaire, l'article 15 du traité sur l'Union européenne, dans sa version réformée et consolidée par le traité de Lisbonne, dispose que le Conseil européen, constitué en collège électoral, élit son président pour un mandat de deux ans et demi, avec la possibilité qu'il soit renouvelé une fois. Son élection ainsi que sa possible révocation requièrent la majorité qualifiée du Conseil. C'est cette élection, par tous les chefs des exécutifs élus des États membres, qui fonde la légitimité démocratique du président du Conseil européen et donne à sa fonction un caractère permanent, autonome et officiel, avec une charge d'incarnation symbolique et politique puissante.
En effet, de 1975 à 2009, la présidence du Conseil était une fonction de porte-parolat non officielle assumée pendant six mois par le chef d'État ou de gouvernement de l'État membre assumant à tout de rôle la présidence tournante du Conseil de l'Union européenne, et elle ne donnait lieu à aucun pouvoir exécutif ou d'orientation stratégique spécifique. En ce sens, l'entrée en vigueur du traité de Lisbonne a bouleversé l'organisation et les rapports de force au sein des exécutifs de l'Union, et véritablement créé une fonction nouvelle, au sommet des hiérarchies communautaires.
Du point de vue des responsabilités politiques, le président du Conseil européen n'a de comptes à rendre de son action et de ses paroles qu'au Conseil européen qu'il préside, qu'il représente et qui l'élit. Il ne peut être demis ni par le Parlement européen, ni par la Commission européenne, ni par le Conseil de l'Union européenne.
Le premier titulaire permanent de la fonction fut l'écrivain et homme politique belge Herman Van Rompuy. Il a été élu le 19 novembre 2009 par l'ensemble des membres du Conseil, et sa nomination fut officialisée avec l'entrée en vigueur du traité de Lisbonne le 1er décembre 2009. Il devait initialement prendre ses fonctions le jour-même mais a souhaité que la dernière présidence tournante suédoise de six mois aille à son terme. Il est donc entré réellement en fonction le 1er janvier 2010. Son premier mandat s'est achevé le 31 mai 2012 et a été reconduit lors de la réunion du Conseil européen des 1er et 2 mars 2012.
Le 30 août 2014, le Polonais Donald Tusk a été désigné pour lui succéder à partir du 1er décembre 2014. Comme son prédécesseur, Donald Tusk a été réélu à son poste, le 9 mars 2017. Fin 2019, le Belge Charles Michel a été désigné pour succéder à Donald Tusk le 1er décembre 2019 et a pris la tête du Conseil pour cinq ans, bénéficiant également d'un renouvellement de mandat. Le Portugais António Costa lui a succédé le 1er décembre 2024 et est l'actuel président du Conseil européen en exercice.

## Histoire

### Présidence tournante jusqu'en 2009
A l'origine, le Conseil européen est une assemblée non officielle tenant des réunions de circonstances, motivées par le désir de la France de réintroduire une part intergouvernementale dans les Communautés européennes, et par le besoin des chefs des exécutifs européens de se coordonner face aux crises et aux évènements internationaux. Ce n'est que progressivement qu'il s'impose dans l'architecture communautaire, au fil d'un cumul d'expériences politiques ayant abouti à des coutumes institutionnelles, formalisées et étendues par les différents traités structurant les institutions de l'Union.
Ainsi, le premier sommet réunissant les chefs des exécutifs européens se tient en 1961 sous forme informelle, à la demande du président français Charles de Gaulle. Et bien que les sommets intergouvernementaux se répètent régulièrement par la suite, en reprenant des dossiers avec une véritable continuité, et en se dotant de Commissions d'étude dédiées, le Conseil européen n'acquiert d'existence formelle qu'en 1974, au bout de treize ans, sous l'impulsion décisive du président français Valery Giscard d'Estaing.
Le système de présidence du Conseil européen est quant à lui mis en place plus tard, en se fondant sur présidence tournante du Conseil des Communautés européennes (qui deviendra Conseil de l'Union européenne dans les années 1990 avec le traité de Maastricht), sur lequel il est calqué. Jusqu'en 2009, la présidence du Conseil européen revient au chef d'État ou de Gouvernement de l'État membre qui détient la présidence du Conseil des ministres de l'Union. La fonction du président, simple porte-parole du Conseil, attribué à un primus inter pares, a été définie et complétée peu à peu, au rythme de nominations qui tournaient tous les six mois en même temps à la présidence du Conseil des ministres de l'Union,,.

### Depuis 2009: mandat de 30 mois
Au fil des élargissement, et au fur et à mesure que le Conseil européen voyait le nombre de ses membres augmenter, le besoin d'une réforme de la fonction de président du Conseil est devenu de plus en plus criant. Il fallait que le Conseil européen se dote d'une figure tutélaire coordinatrice et autonome forte, capable d'incarner et d'imposer une unité et de proposer des stratégies à cette assemblée intergouvernementale souveraine essentielle, et de la représenter vis-à-vis des autres institutions communautaires et du monde. Mais la situation ne change vraiment qu'avec le projet de Constitution européenne, rédigée par la Convention européenne, qui établit un poste permanent de « président du Conseil européen » , élu, destiné à remplacer le système de présidence tournante. Cette dernière Constitution fut rejetée lors du processus de ratification par référendums, par la France et les Pays-Bas. Mais les changements proposés, dont ceux concernant le poste de président du Conseil, furent intégralement retenus par le traité de Lisbonne, ratifié le 13 décembre 2007 et entré en vigueur le 1er décembre 2009.
Parmi ces changements, figure le mode de nomination du président du Conseil européen. Depuis le 1er décembre 2009, celui-ci est élu à la majorité qualifiée par les chefs d'État ou de gouvernement des États membres pour un mandat de deux ans et demi. Durant la durée de son mandat, il ne peut exercer de fonctions nationales. Ce système a été adopté pour améliorer le système antérieur, qui copiait la présidence tournante du Conseil des Ministres de l'UE, établie par le traité sur l'Union européenne et le traité instituant la Communauté européenne. Une des principales critiques adressées à la présidence tournante de six mois était de ne pas permettre la mise en place d'une politique cohérente à long terme. L'autre critique récurrente était son absence de légitimité démocratique, et son absence de représentativité de l'ensemble du Conseil. Ces deux problèmes sont résolus par l'article 15 du traité de Lisbonne :

« Le Conseil européen élit son président à la majorité qualifiée pour une durée de deux ans et demi, renouvelable une fois. En cas d'empêchement ou de faute grave, le Conseil européen peut mettre fin à son mandat selon la même procédure. »

— Article 15 TUE
Deux conceptions s'opposent alors quand à la pratique du pouvoir présidentiel, et à l'importance que doit avoir le titulaire du poste au sein de l'UE. La première considère que le président doit s’en tenir à son rôle administratif comme le précisent les traités, et rester un simple organisateur et porte-parole qui siège aux réunions, au service des chefs d'Etat et de gouvernement, qui garderaient la main sur le Conseil, et assurerait la communication et un rapport harmonieux avec les autres institutions, organes et politiques. Une telle conception serait plus susceptible d'attirer d'anciens leaders nationaux semi-retraités cherchant un apogée prestigieuse à leurs carrières et déléguant la majeure partie de leur travail à des technocrates ou fonctionnaires européens, au lieu d'exercer leur pouvoir politique directement sur l'institution.
La seconde conception considère que le président du Conseil doit avoir un rôle actif d'impulsion, de proposition, et même d'arbitrage au sein du Conseil qui l'a élu, et prendre des initiatives autonomes en son nom, au sein de l’Union et à l’étranger. Ainsi, il deviendrait rapidement un « président de facto de l’Union européenne » et, contrairement à la première de ces conceptions, serait actif et visible sur la scène internationale comme interlocuteur pour l’Union. Selon cette conception, les titulaires de cette fonction se devraient d’être des leaders plus investis, charismatiques, potentiellement moins consensuels, et plus entreprenants.
Bien que la présidence du Conseil européen ait été rendue élective par le traité de Lisbonne, à ce jour, l'élection du président ne fait pas l'objet d'une campagne électorale publique dédiée, ni de discussions publiques au moment de l'élection des chefs de gouvernement nationaux, qui remplissent pourtant de facto un rôle de Grand Électeur pour l'Union. Le processus de nommation des candidats, qui n'est pas défini par le traité de Lisbonne, reste à la discrétion de chacun.
À chaque élection, plusieurs candidats officiels et non officiels sont régulièrement proposés par chaque chef d'Etat, ou par des groupes de chefs d'Etat, suivant leurs affinités, leurs intérêts nationaux ou partisans. Lors du dernier Conseil européen portant sur le traité de Lisbonne, le 19 novembre 2007, le président français Nicolas Sarkozy avait par exemple spéculé sur des candidats du centre et centre-droit proche de ses vues politiques, qu'il connaissait bien, en proposant Tony Blair, Felipe González et Jean-Claude Juncker, et en les louant les trois comme candidats potentiels.
Les discussions et campagnes des candidats restent quelque chose de confidentiel, qui se fait dans le vase clos du Conseil, dans un esprit de négociation discret et de compromis. Cette façon de faire, si elle facilite par la suite la communication entre le président et ses pairs nationaux, qui se connaissent bien, et la désignation d'un candidat consensuel et représentatif, tend aussi à invisibiliser la figure du président vis-à-vis du public, à rendre le processus aboutissant à son élection opaque, et à saper sa légitimité pourtant bien démocratique.
Du point de vue des corrélation institutionnelles, le traite de Lisbonne à rendu le président du Conseil européen totalement indépendant des autres organes et des autres postes de direction communautaires. Contrairement à la présidence du Conseil européen qui a été réformée, la présidence du Conseil des Ministres de l'UE, dit « Conseil de l'Union européenne », sur laquelle elle était autrefois calquée, continue par exemple à être une fonction tournante, exercée un temps court par un État membre à tour de rôle, représenté par le ministre compétent.

### Nomination du premier titulaire
Historiquement, l'élection du premier président du Conseil européen a fait l'objet de discussions et négociations intenses, les membres du Conseil ayant conscience que le premier président permanent élu allait poser, par sa pratique, les bases de la nouvelle présidence reformée, et redéfinir le « rôle du président » permanent pour les futurs titulaires du poste, puisque les textes n'en avaient pas précisé le détail, les contours, et ne pouvaient pas en déterminer l'évolution[pas clair].
Ainsi, en 2009, même si Jean-Pierre Jouyet a rappelé que « ceux qui partent trop tôt ne sont jamais élus », de nombreux noms de candidats ont circulé très tôt avant l'élection :
- le Britannique Tony Blair : initialement soutenu par Nicolas Sarkozy. Sa candidature a fait l'objet d'une pétition de ses opposants, lui reprochant son engagement auprès des États-Unis lors de la guerre en Irak en 2003 et la non-participation de son pays, le Royaume-Uni, à Schengen et à l'Euro autant que son refus de la Charte des droits fondamentaux ;
- le Luxembourgeois Jean-Claude Juncker[11] : c'était le plus ancien Premier ministre européen, et le dernier signataire du traité de Maastricht toujours en fonctions depuis sa signature ;
- le Danois Anders Fogh Rasmussen : à cette fin, le Premier ministre danois aurait opéré un virage politique en ouvrant la voie à la suppression des dérogations faites au Danemark au moment de ratifier le traité de Maastricht[12]. Toutefois, sa nomination le 5 avril 2009 au poste de secrétaire général de l'OTAN a mis un terme à cette hypothèse, un temps envisagée ;
- l'Irlandais Bertie Ahern : sans qu'il ait fait part de sa candidature, le Premier ministre polonais Donald Tusk, qui avait dit de lui qu'« il y a peu d'hommes politiques de telle qualité et autorité en Europe », a annoncé le 28 février 2008 qu'il soutiendrait la candidature de Bertie Ahern si ce dernier se présentait[13]. Mais celle-ci s'est trouvée compromise par sa démission, prévue le 6 mai 2008, pour son implication dans des affaires de corruption ;
- le Néerlandais Jan Peter Balkenende, alors ministre-président des Pays-Bas ;
- la Lettone Vaira Vīķe-Freiberga.

### Le premier titulaire
Finalement, c'est l'écrivain et homme politique belge Herman Van Rompuy, alors Premier ministre de Belgique, qui a été élu lors du sommet européen extraordinaire du 19 novembre 2009, convoqué à la suite du dépôt à Rome des instruments de ratification du traité de Lisbonne par la République tchèque, dernier des vingt-sept États membres à avoir achevé la procédure de ratification du texte. Le premier président permanent élu a alors indiqué qu'il assumerait ses nouvelles fonctions à partir du 1er janvier 2010. Bien que la date d'entrée en vigueur du traité de Lisbonne ait été fixée au 1er décembre 2009, il a en effet été prévu de laisser au premier ministre suédois, Fredrik Reinfeldt, qui assurait la présidence tournante du Conseil européen pour le second semestre 2009, le soin d'achever sa tâche.
Le premier ministre britannique, Gordon Brown, déclara à l'époque que les vingt-sept chefs d'État européens avaient voté unanimement pour Herman Van Rompuy le 19 novembre 2009. Pour expliquer un tel soutien, Gordon Brown mit en avant son sens du consensus : « he is a consensus builder », ainsi que « sa capacité à ramener la stabilité dans son pays et à gérer une coalition de cinq partis ». Lors d'une conférence de presse ayant eu lieu après sa désignation, Van Rompuy lui emboita le pas en déclarant : « Chaque pays doit sortir victorieux des négociations. Une négociation qui prend fin avec la défaite d'un des partis n'est pas une bonne négociation. Je considérerais les intérêts et les sensibilités de chacun. Même si notre unité reste notre force, notre diversité reste notre richesse. »
Le premier Conseil présidé par Van Rompuy fut une réunion informelle urgente qui se déroula dans la bibliothèque Solvay au Parc Léopold de Bruxelles, au lieu des habituelles réunions se déroulant dans le bâtiment Justus Lipsius. La rencontre fut une réponse à la crise économique grecque, où il avança un plan de relance en sept points. Après avoir été étudié et validé par le Conseil, son plan a immédiatement été transféré au président de la Commission lequel, comme l'a défini Van Rompuy, eut pour mission d'en définir le contenu détaillé et l'application, car il incarnait et assurait la gouvernance économique pratique. C'est ainsi, pendant la crise économique grecque, que le premier président permanent du Conseil a défini ses responsabilités et celles de son institution dans la politique européenne : le Conseil européen discute des moyens à mettre en œuvre et, en tant que guide, est responsable politiquement de l'échec ou de la réussite des plans. En cela, Van Rompuy encourageait la responsabilité collective des chefs d'État au sein du Conseil européen.
Motivé par la réussite de cette première réunion, Van Rompuy a rapidement proposé que le Conseil européen se réunisse une fois par mois, à la façon d'un cabinet présidentiel, d'un gouvernement, ou d'un conseil fédéral exécutif. Une telle mesure aurait aidé selon lui à traiter plus rapidement le problème de l'économie grecque, ainsi que tout autre problème à venir de même nature, et les questions liées aux affaires étrangères. Cependant cette initiative s'est soldée par un échec, notamment parce que certains chefs d'État, situés hors de la zone euro, et peu ou pas affectés par la crise grecque, n'assistaient pas aux rencontres à l'époque, et ne jugeaient pas utile d'en intensifier le rythme. Le Conseil a conservé son rythme quadriannuel pour la réunion des sommets, avec la possibilité de réunions exceptionnelles convoquées par son président.
Tout au long de son mandat, le premier président permanent du Conseil européen s'est attaché à réaffirmer l'indépendance de sa fonction et de l'institution qu'il représente vis-à-vis des autres organes communautaires, et particulièrement du Parlement européen, l'autre organe souverain de l'UE assis sur le suffrage universel. Van Rompuy a notamment fait comprendre qu'il n'était pas responsable devant les eurodéputés, et qu'il ne répondrait pas aux questions parlementaires écrites.

### Présidents permanents successifs
| Titulaire | Titulaire         | Pays d'origine | Poste précédent                               | Parti | Parti                          | Début du mandat   | Fin du mandat    | Durée                      |
| --------- | ----------------- | -------------- | --------------------------------------------- | ----- | ------------------------------ | ----------------- | ---------------- | -------------------------- |
|           | Herman Van Rompuy | Belgique       | Premier ministre de Belgique                  |       | Européen : PPE National : CD&V | 1er janvier 2010  | 30 novembre 2014 | 4 ans, 10 mois et 29 jours |
|           | Donald Tusk       | Pologne        | Président du Conseil des ministres de Pologne |       | Européen : PPE National : PO   | 1er décembre 2014 | 30 novembre 2019 | 4 ans, 11 mois et 29 jours |
|           | Charles Michel    | Belgique       | Premier ministre de Belgique                  |       | Européen : ALDE National : MR  | 1er décembre 2019 | 30 novembre 2024 | 4 ans, 11 mois et 29 jours |
|           | António Costa     | Portugal       | Premier ministre du Portugal                  |       | Européen : PSE National : PS   | 1er décembre 2024 | En fonction      | 8 mois et 19 jours         |

## Evolution du rôle et des pouvoirs

### Avant le traité de Lisbonne
Avant le traité de Lisbonne, la fonction du président du Conseil européen était détenue par le chef d'État ou de gouvernement de l'État membre détenant la présidence du Conseil des Ministres de l'UE, et cette présidence tournait tous les six mois, au rythme de deux présidents par an.
Considéré comme un primus inter pares, le président en poste faisait office de porte-parole et de commis administratifs du groupe, sans aucun pouvoir d'impulsion, d'initiative ou d'arbitrage propre. La présidence avait la possibilité d'établir l'agenda des rencontres, mais cette compétence fut peu utilisée afin de ménager les susceptibilités et les intérêts nationaux. S'il le souhaitait, le pays présidant les sommets était autorisé à avoir des négociateurs additionnels à la table,,. Mais pour l'essentiel, on attendait surtout du président tournant du Conseil qu'il prépare les sommets, qu'il représente le Conseil européen à l'extérieur pendant six mois, qu'il rapporte ses positions au Parlement européen après les rencontres, ainsi qu'au début et à la fin de la présidence. Et ce poste, honorifique, provisoire, tournant, et dénué de tout pouvoir exécutif, n'était en aucun cas équivalent à celui d'un chef d'État.

### Après le traité de Lisbonne (2009)
En rendant la fonction de président du Conseil européen élective et permanente, les réformes de 2009 ont fait naître au sein des médias et chez de nombreux intellectuels européens l'espoir de voir émerger un "président de l'UE" puissant, clairement identifiable, qui porterait la voix de l'Europe auprès des citoyens de l'Union et sur la scène internationale, et qui pourrait se positionner en égal face aux présidents des autres grandes puissances : États-Unis, Chine, Russie, etc. Nombre de médias français et étrangers n'hésitaient pas à qualifier Herman Van Rompuy de "président de l'UE", et l'un des thèmes récurrents des débats entourant les réformes était l'élection au suffrage universel du président du Conseil, qui aurait renforcé sa légitimité démocratique, et lui aurait permis d'incarner la souveraineté de l'Union et de l'ensemble des citoyens européens.
Dans les faits, depuis 2009, les titulaires successifs du poste (qui ont été choisis pour leurs profils consensuels, leur grande expérience, leur réseau de relations étendu et leur connaissance pointue de l'UE) se sont surtout attachés, par une pratique sobre, pragmatique et prudente, à poser les bases institutionnelles de la fonction, à établir leur autorité et leur rôle auprès des différents chefs d'Etat et de gouvernement de l'Union, et à étendre et renforcer leurs moyens et leurs prérogatives, en les articulant de façon fluide avec les autres institutions et figures en charge des pouvoirs exécutif et législatif à l'échelle européenne.
Cette sobriété, ce pragmatisme et cette prudence des premiers titulaires peuvent s'expliquer par le caractère parfois flou des textes qui, s'ils modifient et renforcent le rôle du président du Conseil, ne disent pas dans quelles modalités celui-ci doit exercer son autorité, ni à quel point il peut étendre ses attributions vis à vis des autres institutions, et qui laissent une large part à la pratique, et à la coutume. Il faut donc revenir aux bases juridiques de la fonction pour comprendre comment celle-ci a évolué depuis 2009.
Etabli pour assurer l'incarnation permanente des exécutifs coordonnés des Etats de l'Union, le rôle du président est d'abord administratif, c'est-à-dire qu'il dirige, oriente et coordonne les travaux du Conseil européen, organise et préside les rencontres, et rapporte leur déroulement et leurs conclusions au Parlement européen après chaque réunion. De cette fonction administrative, découle un pouvoir de proposition, d'impulsion, d'analyse critique et d'arbitrage, dont Herman Van Rompuy fait usage dès sa prise de fonction, à l'occasion de la crise grecque, et qui établit le président du Conseil comme stratège exécutif de l'Union, agissant au nom de ses valeurs et intérêts spécifiques.
Dans la reforme de 2009, le président du Conseil doit aussi, « à son niveau et en fonction des capacités, assurer la représentation extérieure de l'Union sur les sujets concernant sa politique étrangère et de sécurité commune, sans préjudice des pouvoirs du Haut Représentant de l’Union pour les affaires étrangères et la politique de sécurité ». Une relative superposition des fonctions du président du Conseil européen, du Président de la Commission et du Haut représentant, notamment en matière de politique étrangère, laisse toujours, à ce jour, de l'incertitude quant à l'influence que le Président du Conseil européen acquerra.
Au moment de la mise en place des réformes, deux préoccupations principales entourent le poste de président : la première concerne son personnel et ses ressources car si ces deux éléments sont insuffisants, il ne pourra pas accomplir sa tâche efficacement ; cette préoccupation a été résolue par des discussions et au fil des mandats par le renforcement des moyens financiers et administratifs de la présidence. La seconde préoccupation concernait l'absence de ministères européens permanents, ce qui ferait du président une sorte de « navette » sans équipe entre les leaders européens. Cette seconde préoccupation a été résolue au fil des mandats par la pratique, le renforcement des moyens et de l'autorité de la présidence, et la bonne articulation de ses compétences propres avec celles du Conseil des ministres et du Parlement européens. 
Avec la réorganisation des principales fonctions de l'UE il y eut certaines critiques quant aux vagues responsabilités de chacune des fonctions. L'ambassadeur ukrainien près l'Union européenne Andriy Veselovsky loua la structure et clarifia en ses propres termes : le président de la Commission européenne se place comme le « gouvernement » de l'UE tandis que le nouveau président du Conseil européen est un « stratège ». Le haut représentant se spécialise dans les « relations bilatérales » tandis que le commissaire européen à l'Élargissement et à la Politique européenne de voisinage s'occupe des matières techniques tel que les accords de libre-échange avec l'Ukraine. Enfin, le président du Parlement européen articule les valeurs de l'UE.
Outre ses compétences administratives et politiques, le président du Conseil européen préside aussi les sommets de la zone euro. Cette fonction renforce son assise et son autorité, en les rattachant à l'outil de souveraineté monétaire de l'UE, fondamental.
En quelques mois, il a, en outre, étendu son influence sur la politique financière de l'Union au détriment de la présidence tournante du Conseil des Ministres de l'UE qui a vu ses pouvoirs sur ce domaine diminuer plus que prévu, alors même que beaucoup des changements introduits par le traité de Lisbonne n'ont pas été concrétisés dans la pratique des premiers titulaires.
Pendant sa première présidence tournante de 2010, la présidence espagnole du Conseil des Ministres de l'UE a encore tenté sans succès de conserver la main sur les affaires financières et diplomatiques de l'Union, et de concurrencer le poste à présent prééminent dans ces domaines du président permanent du Conseil européen. La présidence belge qui a succédé, seconde présidence de 2010, a quant à elle été marquée par un gouvernement intérimaire affaibli qui n'était pas susceptible de faire de l'ombre à Herman Van Rumpuy. Actant sa faiblesse, cette présidence belge du Conseil des Ministres a annoncé qu'elle se mettait en retrait vis-à-vis du nouveau président du Conseil et du haut représentant, dans l'espoir de renforcer l'autorité et le caractère communautaire tant du Conseil européen que du département européen des Affaires étrangères.

## Rémunération et avantages liés à la fonction
Comme toute création ou réforme de fonction politique, la reforme par le traité de Lisbonne de la présidence du Conseil européen, rendue élective et permanente, a posé la question essentielle, politiquement et symboliquement, des salaires, émoluments et privilèges accordés au titulaire du poste. Les négociations officielles sur ce sujet ont commencé dès avril 2008, avec la rédaction du projet du budget de l'Union 2009.
À l'issue de ces négociations, les dirigeants européens ont établi que le président du Conseil européen devait bénéficier de la même rémunération que le président de la Commission, avec un salaire de base correspondant à 138 % du plus haut salaire de la fonction publique de l'Union, ce qui équivalait à environ 25 000 € par mois (sans prendre en compte la famille),,.
Outre son salaire, le président du Conseil se verrait attribuer une voiture avec chauffeur et une vingtaine d'employés pour son service personnel. Pour se loger, il bénéficierait d'une allocation logement plutôt que d'une résidence officielle, considérée comme « trop symbolique ».
En revanche, il devait disposer d'un bureau permanent, de travail et réception, dans le bâtiment Europa, siège du Conseil européen, dans le quartier européen de Bruxelles. Et il devait être assisté d'un cabinet, noyau de son administration, composé de 17 membres, 8 assistants, trois huissiers, et deux conducteurs,. L'idée de lui accorder un jet privé a été un temps envisagée, afin qu'il puisse se déplacer rapidement en Europe et dans le monde, assurer sa présence partout où ce serait necessaire, et être sur un pied d'égalité avec les autres dirigeants de superpuissances, mais elle finit par être rejetée parce que, comme le releva alors un diplomate indiscret : cela aurait créé une différence trop importante de privilèges entre les présidents du Conseil européen et de la Commission, et aurait alimenté la rivalité existant déjà entre eux.
La fixation par le Conseil européen des avantages accordés à son président ne s'est d'ailleurs pas faite sans frictions. La possibilité qu'il y ait plus d'à-côtés pour le président du Conseil que pour le président de la Commission a incité le Parlement à menacer de rejeter le budget 2009. Ce dernier voyait un salaire important et les extras comme un signal symbolique que le poste deviendrait le plus puissant, augmentant l'intergouvernementalisme aux dépens des pouvoirs du Parlement. Certains membres du Conseil suggérant que le personnel de leur président devait s'élever jusqu'à soixante membres, la Commission des affaires constitutionnelles a quant à elle indiqué qu'elle pourrait laisser tomber le gentlemen's agreement selon lequel le Parlement et le Conseil n'interférerait pas sur leurs budgets respectifs.

## Mandat démocratique
Parmi les questions se posant actuellement autour du président du Conseil européen, l'une des plus récurrentes est la question de la nature de son mandat démocratique, du mode de scrutin permettant son élection, et des avantages et inconvénients des différentes systèmes envisageables. 
En effet, jusqu'en 2009, sous le système de rotation des présidences, le président du Conseil européen disposait uniquement du mandat électif de son État d'origine, et ses actions et déclarations ne pouvaient être faites, d'un point de vue démocratique, qu'en tant que dirigeant national. Les réformes introduites par le traité de Lisbonne ont changé fondamentalement la donne sur ce point. N'étant plus autorisé à avoir de mandat national, le nouveau président permanent du Conseil européen est, au contraire, élu par l'ensemble de ses pairs nationaux, et il est democratiquement habilité à parler au nom du Conseil européen. La logique voudrait donc que les leaders nationaux fassent office de cabinet presidentiel, ou de conseil fédéral, et soient solidaires de leur président sur les questions majeures.
Toutefois, les désaccords manifestés publiquement par certains membres du Conseil minoritaires ou eurosceptiques vis-à-vis des grands axes politiques de l'UE, l'experience des défaussements et du manque de responsabilité institutionnelle des eurodéputés, et même des parlementaires nationaux, quant aux mesures qu'ils votent, a jeté le doute quant à cette clause de solidarité politique, pourtant essentielle, et posé la question de la mise en place d'un scrutin direct, avec une vraie campagne électorale publique, pour que le président du Conseil européen soit élu directement par l'ensemble des citoyens européens, au suffrage universel direct, afin qu'il dispose d'un mandat, donc d'une légitimité démocratiques incontestables, pour mener à bien son action.
Dans cette optique, certains dirigeants, comme l'ancien ministre de l'Intérieur allemand Wolfgang Schäuble, lancent régulièrement des appels pour que des élections directes soient tenues pour élire le président du Conseil européen. Selon eux, ce mode d'élection renforcerait d'une part son autorité et sa fonction d'arbitre au sein du Conseil, permettant une meilleure direction, et d'autre part il renforcerait sa légitimité démocratique au sein de l'UE, tant vis-à-vis des autres organes communautaires que des citoyens de l'UE.
Pour les détracteurs de cette idée, en autonomisant totalement la figure du président d'un point de vue démocratique, un tel mode de scrutin pourrait causer davantage de conflits avec les chefs d'executifs nationaux du Conseil européen, voire même le mettre parfois en porte-à-faux avec les options majoritaires du Conseil, qu'il est censé presider et représenter, mais aussi avec les mandats démocratiques du Parlement, ou même avec un mandat potentiel de la Commission (cf. ci-dessous). Du point de vue des logiques de pouvoir et des rapports de force au sein de l'UE, donner un mandat democratique aussi fort au président du Conseil européen soulignerait le développement de la gouvernance de l'Union vers un régime présidentiel, plutôt qu'un régime parlementaire.

### Rapports avec la Commission
Depuis les réformes de 2009, de multiples désaccords, tensions et inquiétudes se sont manifestées quant à la compétition qui pourrait exister entre le président du Conseil européen et le président de Commission, en raison du caractère flou des dispositions et pouvoirs établis dans le traité de Lisbonne. Dans les faits, dès la mise en place de la présidence permanente du Conseil européen, le président Van Rompuy et le président de Commission Barroso ont commencé à rivaliser car Van Rompuy a profité du transfert général de pouvoir stratégique et d'orientation de la Commission vers le Conseil (bien que Barroso détienne toujours les pouvoirs de gouvernance réels). 
Très vite, ces tensions ont fait l'objet de clarifications, par la pratique, qui ont ont placé Van Rompuy en position de « président » et « stratège » de l'UE, et Barroso comme son « Premier Ministre » et « chef de gouvernement ». En termes de planification économique, Van Rompuy a par exemple déclaré que la Commission devait définir le contenu des plans économiques de l'Union selon les orientations définies par le Conseil, en accord avec les règles communautaires, et le Conseil européen continuer à traiter des moyens et de l'exécution de ceux-ci à l'échelle nationale. 
Lors des sommets internationaux, aucun accord n'existait non plus quant à savoir qui devrait représenter l'UE, les deux postes de président du Conseil et de président de la Commission ayant cette prérogative dans les textes. Par conséquent, à l'issue de discussions, Van Rompuy et Barroso ont décidé d'y assister ensemble, établissant la représentation conjointe de facto de l'UE par le président du Conseil et son président de la Commission. Malgré des petits-déjeuners hebdomadaires ensemble, il s'est maintenu, dans une certaine mesure, une rivalité entre les deux hommes, et les deux postes, ainsi qu'avec le haut représentant de l'UE, également en charge de la politique étrangère et des affaires de sécurité de l'Union,,.
Pour résoudre le problème, une fusion des fonctions de président du Conseil et de la Commission est fréquemment envisagée. En effet, bien que le président du Conseil européen ne puisse pas détenir de fonctions au niveau national, par exemple être Premier ministre d'un État membre, il n'existe pas de telles contraintes quant aux fonctions européennes. Ainsi, le président du Conseil européen pourrait être également eurodéputé ou, de façon plus significative, président de la Commission (qui siège déjà au Conseil européen). Cela permettrait au Conseil européen de nommer une personne détenant conjointement les rôles et pouvoirs du président du Conseil et de la Commission, créant ainsi une fonction présidentielle unique pour l'Union dans son ensemble, qui établirait un régime présidentiel, avec un chef suprême unique de tous les exécutifs de l'Union. Ces appels à la fusion des postes ont été envisagés la fin du mandat de Barroso en 2014 ou même plus tôt, à la mi-2012, quand le mandat de Van Rompuy prendrait fin. Cependant il est possible que quelques États membres s'opposent à la création d'un poste si important,.
Si les deux postes venaient à rester dissociés, certains pensent que le système présidentiel dual conduirait à des « cohabitations » politiques fréquentes, avec des conflits internes entre les deux grandes figures de l'exécutif européen, dans une situation comparable aux cohabitations du modèle français de la Cinquième République, où il y a un Président (le président du Conseil européen) et un Premier ministre (le président de la Commission). Toutefois, le président du Conseil ne détient pas de pouvoirs formels aussi étendus que ceux du président français, comme la capacité de désigner ou de renvoyer le président de la Commission, responsable devant le seul Parlement, ou encore la possibilité de dissoudre le Parlement. Et à l'inverse, il ne peut pas être demis par le Parlement, ou la Commission, il dispose de compétences exclusives propres mieux définies, comme la présidence des sommets de la zone euro, et il n'est responsable que devant son Conseil.
Pour résumer la situation actuelle, posée par le dualisme des présidences des organes exécutifs de l'UE, certains expliquent que le président du Conseil européen a le prestige, mais qu'il manque de pouvoir, alors que le président de la Commission européenne a le pouvoir, mais manque du prestige du précédent. Qu'ils ne peuvent s'affirmer institutionnellement et politiquement qu'au détriment l'un de l'autre. Et que les problèmes s'accroitraient si le président du Conseil était renforcé par un mandat démocratique fondé sur une élection au suffrage universel direct.